# NGC 5121A
NGC 5121A (другие обозначения — ESO 382-61, MCG −6-30-1, AM 1322—370, PGC 46960) — спиральная галактика с перемычкой (SBd) в созвездии Центавр.
Этот объект не входит в число перечисленных в оригинальной редакции «Нового общего каталога» и был добавлен позднее.